# Escarpia southwardae
Escarpia southwardae — вид морських багатощетинкових червів родини Siboglinidae. Описаний у 2004 році. Опис базується на двох колекціях (одна із 180 тварин, інша з 30 тварин).

## Поширення
Черв'як мешкає у холодних просочуваннях на сході Атлантичного океану біля узбережжя Габону на глибині приблизно 4000 м.